# Live 2001 (album Perfectu)
Live 2001 – album koncertowy zespołu Perfect, zmontowany z trzech koncertów nagranych pod koniec roku 1999.

## Lista utworów
1. Intro
2. Nie daj się zabić
3. Ale wkoło jest wesoło
4. Nie wolno
5. Lokomotywa z ogłoszenia
6. Grzegorza M. Monolog I
7. Bla Bla Bla
8. Opanuj się
9. Grzegorza M. Monolog II
10. Objazdowe nieme kino
11. Kołysanka dla nieznajomej
12. Po co
13. Idź precz
14. Ten moment
15. Idźcie do domu
16. Nie płacz Ewka (refren + życzenia Grzegorza M.)

## Skład zespołu
- Grzegorz Markowski – wokal
- Dariusz Kozakiewicz – gitara
- Jacek Krzaklewski – gitara
- Piotr Szkudelski – perkusja
- Piotr Urbanek – gitara basowa